# Lista locurilor din Câmpia Turzii
Această listă prezintă cele mai importante locuri din Câmpia Turzii.

## Monumente istorice

### Biserici
- Biserica Reformată-Calvină din Câmpia Turzii
- Biserica Romano-Catolică din Câmpia Turzii
- Biserica Greco-Catolică din Câmpia Turzii (Ghiriș-Arieș) (după 1948: Biserica Ortodoxă I)
- Biserica Ortodoxă din Câmpia Turzii (Biserica Ortodoxă II)
- Biserica Greco-Catolică din Câmpia Turzii (Ghiriș-Sâncrai) (după 1948: Biserica Ortodoxă III)

### Clădiri istorice
- Conacul Paget, din Câmpia Turzii
- Conacul Szentkereszty-Bethlen, din Câmpia Turzii
- Conacul Betegh din Câmpia Turzii
- Conacul Toroczkai-Betegh, din Câmpia Turzii (demolat)
- Conacul Bethlen, din Câmpia Turzii (demolat)
- Centrul civic comunitar interbelic, ansamblu de monumente istorice.

## Clădiri culturale
- Prima școala românească din Câmpia Turzii
- Casa de Cultură "Ionel Floașiu"

## Instituții de învățământ
- Școala Gimnazială „Avram Iancu”
- Școala Gimnazială „Mihai Viteazul”
- Liceul Teoretic „Pavel Dan”
- Colegiul Tehnic „Victor Ungureanu”.

## Cimitire
- Cimitirul Eroilor din Câmpia Turzii